# Illa de la Discòrdia
L’Illa de la Discòrdia (en catalan pour Îlot de la Discorde, en castillan : Manzana de la Discordia) est un pâté de maisons sur le Passeig de Gràcia dans le quartier de l'Eixample à Barcelone. 
L'îlot est ainsi nommé parce qu'il contient trois maisons rapprochées, toutes construites au début du XXe siècle, et dues à trois des plus importants architectes du Modernisme catalan, Lluís Domènech i Montaner, Antoni Gaudí et Josep Puig i Cadafalch. Comme les styles de ces trois architectes étaient très différents, les bâtiments contrastent entre eux et avec les constructions avoisinantes. 
L'îlot forme le côté sud-ouest du Passeig de Gràcia, entre Carrer del Consell de Cent et Carrer d'Aragó. Les trois maisons sont Casa Lleó Morera, à Passeig de Gràcia 35, due à Lluís Domènech i Montaner, Casa Amatller  à Passeig de Gràcia 41, due à Josep Puig i Cadafalch, et Casa Batlló, à Passeig de Gràcia 43, due à Antoni Gaudí .
La présence de ces célèbres maisons fait de l'îlot une attraction touristique importante de Barcelone. La Casa Batlló et la Casa Amatller sont ouvertes au  public (entrée payante) .
Le nom castillan, Manzana de la Discordia, est un jeu de mots : manzana signifie à la fois « pâté de maisons » et « pomme », faisant référence à la  pomme de Discorde.

Les trois maisons remarquables de l'Illa de la Discòrdia
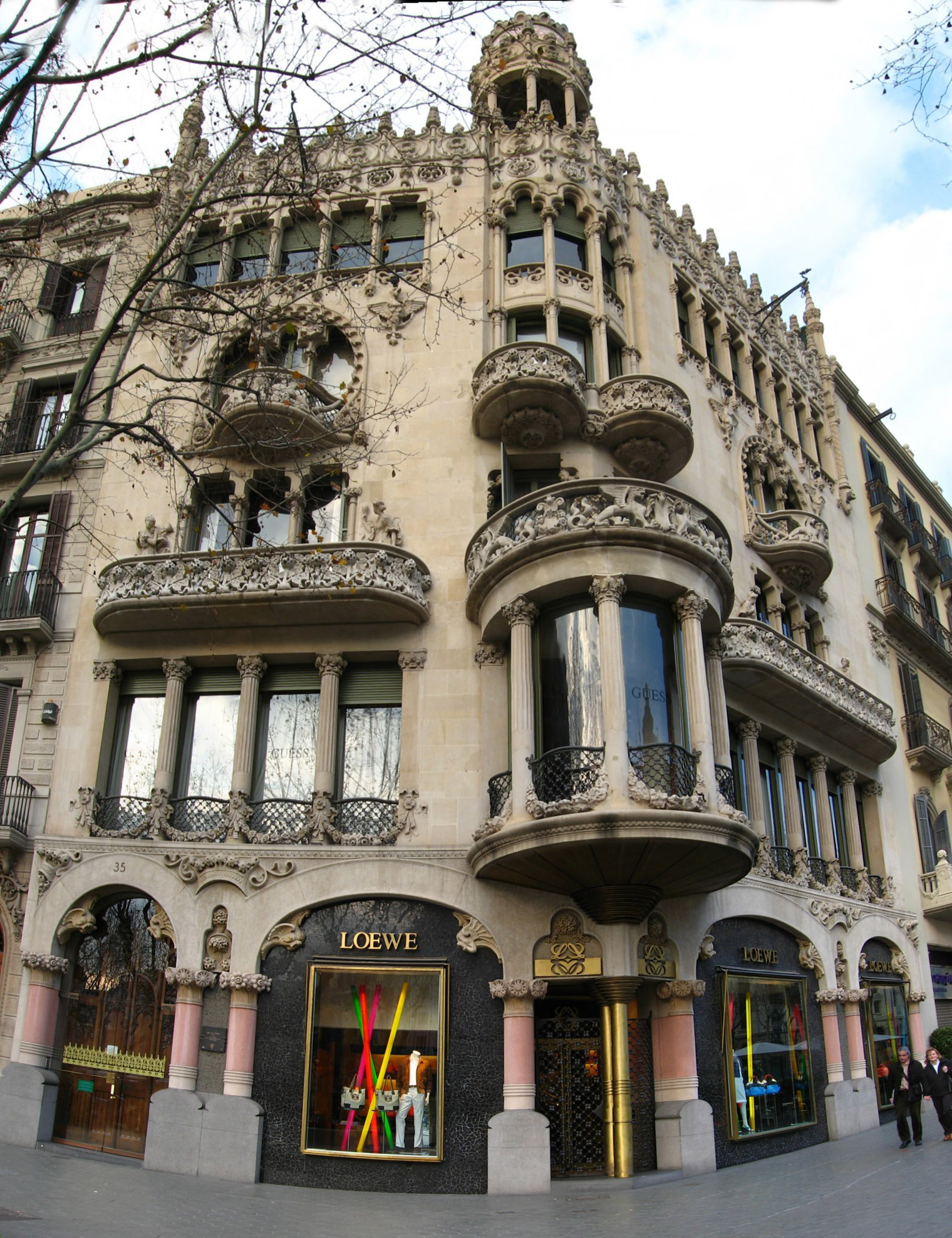
Casa Lleó Morera Passeig de Gràcia 35, conçue par Lluís Domènech i Montaner
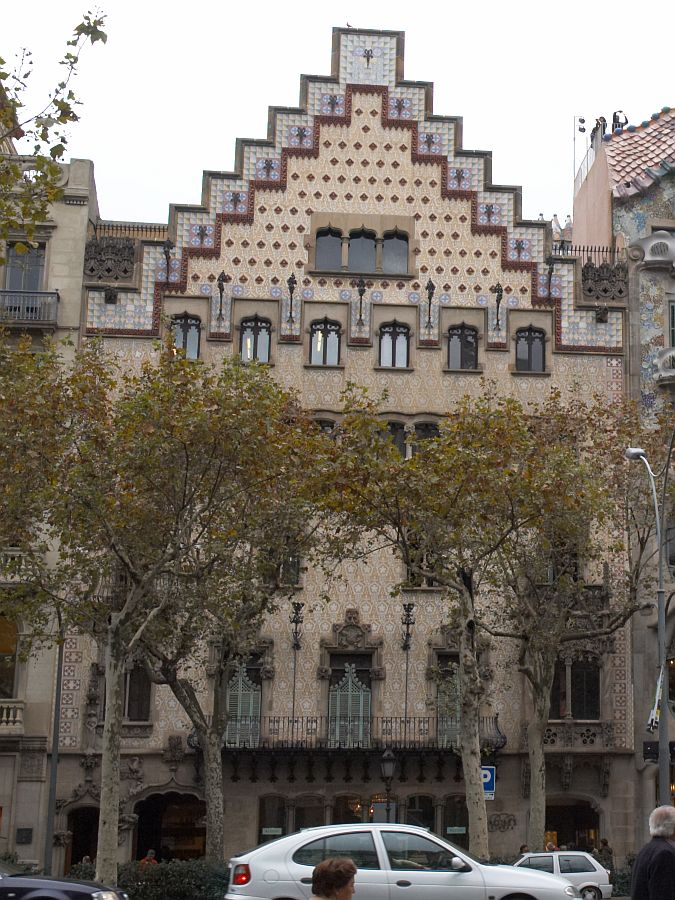
Casa Amatller Passeig de Gràcia 41, conçue par Josep Puig i Cadafalch
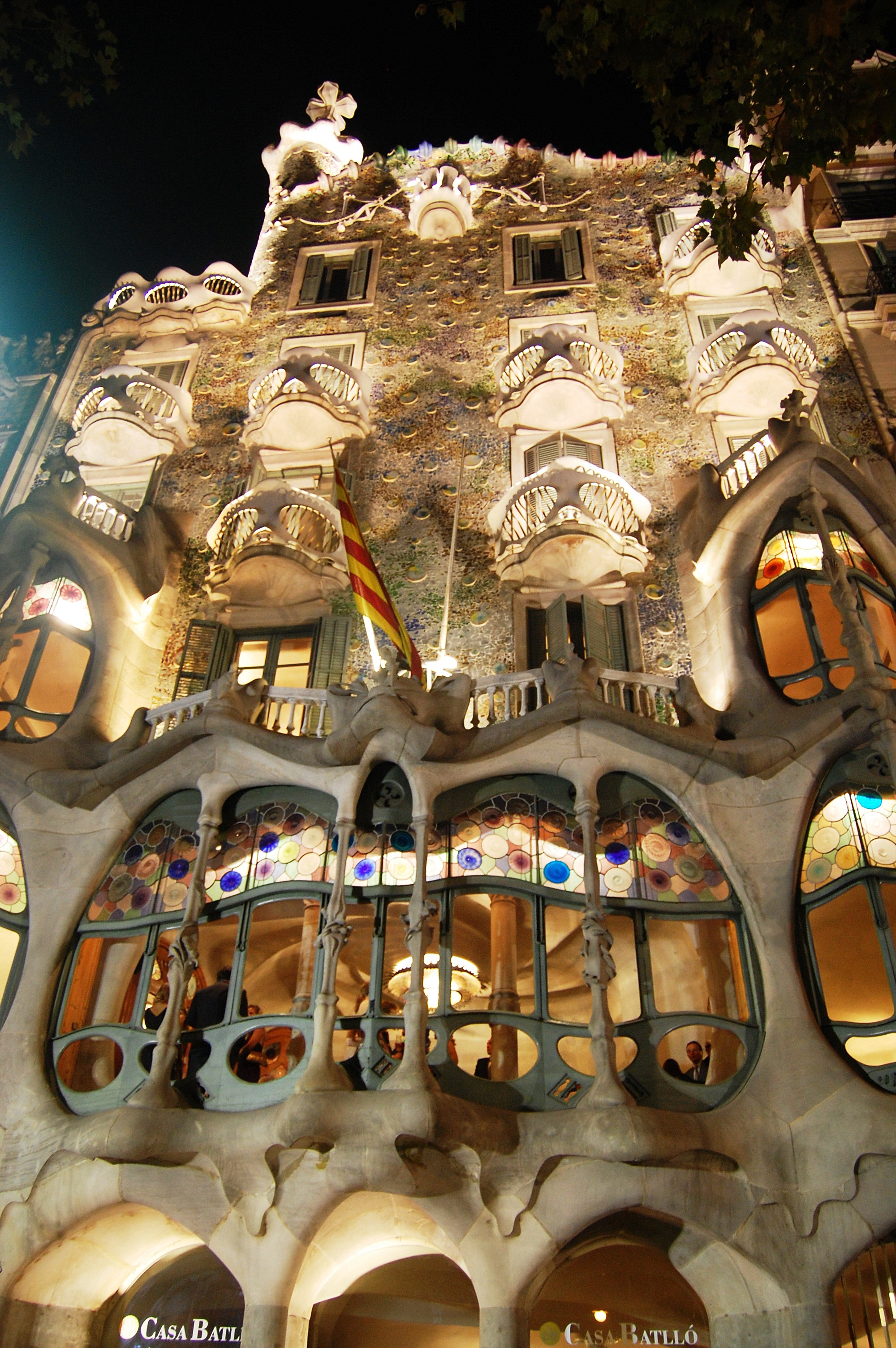
Casa Batlló Passeig de Gràcia 43, conçue par Antoni Gaudí
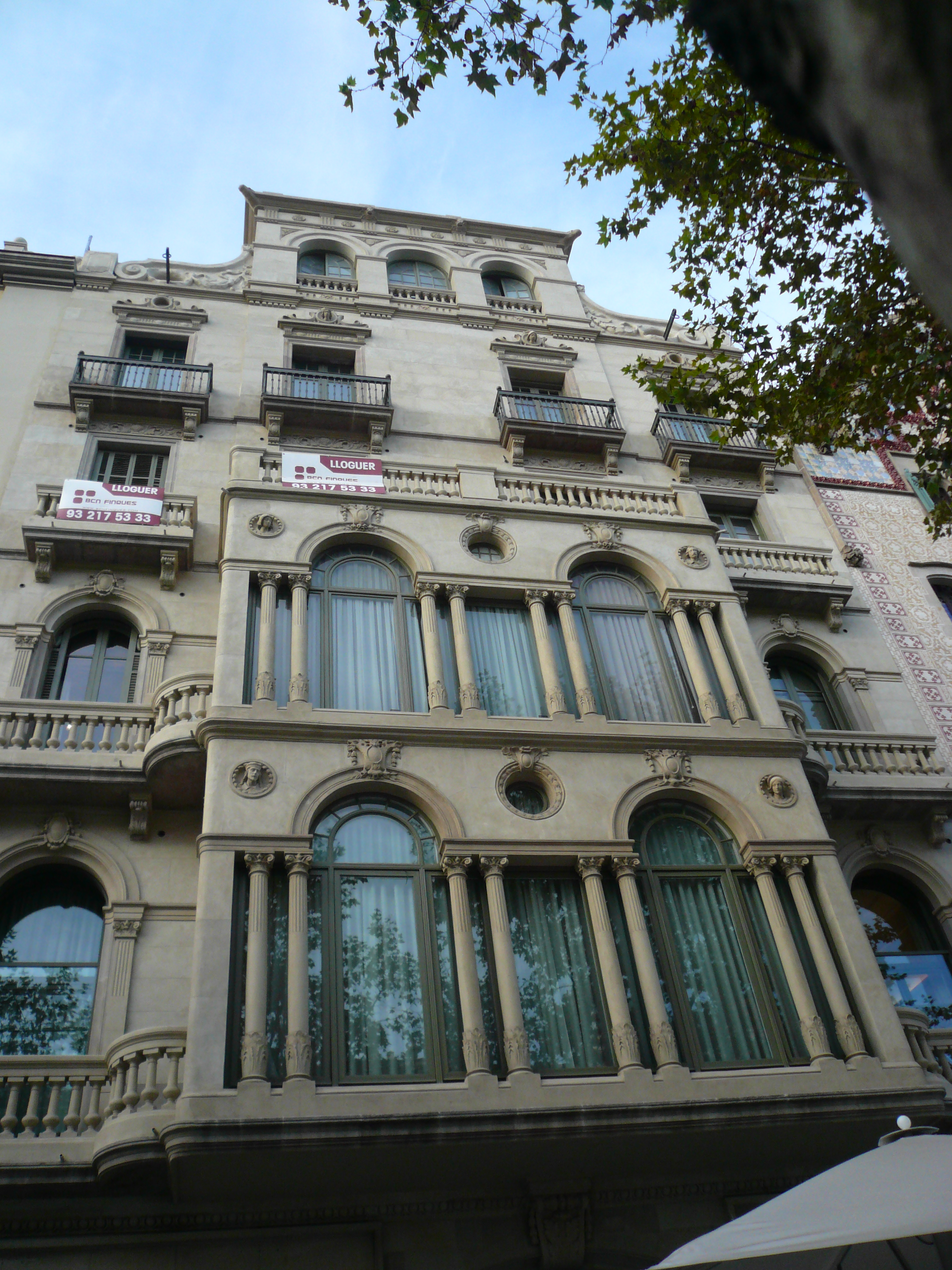
Casa Bonet Passeig de Gràcia conçue par Marcel·lí Coquillat